# Estúdios Globo
 (octobre 2018).
Si vous disposez d'ouvrages ou d'articles de référence ou si vous connaissez des sites web de qualité traitant du thème abordé ici, merci de compléter l'article en donnant les références utiles à sa vérifiabilité et en les liant à la section « Notes et références ».
Estúdios Globo (Globo Studios, en anglais), également connu sous le nom de Projac, est le principal centre de production télévisuelle du plus grand centre de production audiovisuelle du Groupe Globo et d'Amérique latine. Ouvert en 1995, il est situé dans la ville de Rio de Janeiro, au Brésil. Il est souvent appelé CGP-Central Globo de Produção (Globo Centre de Production). Le CGP-Central Globo de Produção (Centre de production Globo), situé à Curicica, Jacarepaguá, est le plus grand centre de production au monde, avec une superficie de 1 million et 600 mille m2, studios d'habitation, villes fictives, îles de montage, post-production, effets spéciaux, réglages d'usine, costumes, support technique à la production, administration et services. Actuellement, Projac détient douze studios d'enregistrements, trois snack-bars, un restaurant, une banque. Ils construisent souvent de nouveaux studios, des centres de soutien aux villes fictives, un théâtre et un bâtiment administratif. En 2016, Projac est rebaptisé Estúdios Globo (Globo Studios).

## Productions

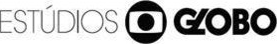
Logo de Estúdios Globo de 2020 à 2021

### Telenovelas
- Deus Salve o Rei ; Studio A
- O Tempo Não Para ; Studio B
- Segundo Sol ; Studio C
- Orgulho e Paixão ; Studio D

### Soap opera
- Malhação ; Studio H

### Télé réalité
- Big Brother Brasil
- Dança dos Famosos
- The Voice Brasil

### Variétés
- Caldeirão do Huck ; Studio E
- Encontro com Fátima Bernardes ; Studio G
- Mais Você
- Amor & Sexo
- Video Show

### Comédie et sitcoms
- Zorra ; Studio F